# 1940 год в авиации
Список событий в авиации в 1940 году.

## События
- 13 января — первый полёт самолёта И-26, прототипа истребителя Як-1 (пилот Ю. И. Пионтковский).
- 24 февраля — первый полёт британского истребителя-бомбардировщика Hawker Typhoon.[1]
- 30 марта — первый полёт прототипа ЛаГГ-1 (И-301) (пилот Никашин Алексей Иванович).
- 4 апреля — первый полёт И-200/МиГ-1.
- 9 апреля — первый полёт экспериментального штурмовика ШБ (конструктор П. О. Сухой).
- 14 мая
  - Первый полёт дальнего бомбардировщика Ер-2, спроектированного в ОКБ-240 под руководством В. Г. Ермолаева[2].
  - Бомбардировка Роттердама, авианалёт, осуществлённый люфтваффе во время голландской операции.
- 25 мая — построен первый экземпляр экспериментального истребителя Су-1.
- 26 марта — первый полёт американского двухмоторного транспортного самолёта C-46 Commando.
- 6 июня — первый полёт истребителя МиГ-3 (лётчик-испытатель А. Н. Екатов).
- 15 июня — первый полёт экспериментального истребителя Су-1.
- 23 июля — первый полёт УТИ-26 впоследствии Як-7УТИ, учебно-тренировочного самолёта, для обучения лётчиков на истребитель Як-1.
- 7 сентября — первый полёт немецкого дальнего гидросамолёта-разведчика Blohm & Voss BV.222 «Wiking».
- 21 октября — первый полёт палубного самолёта, катапультной летающей лодки КОР-2.[3]
- 11 ноября — в Каунасе сформированы 55 стационарные авиационные мастерские, ныне ОАО «121 авиационный ремонтный завод» — авиаремонтное предприятие расположенное в подмосковной Кубинке.
- 25 ноября — первый полёт De Havilland Mosquito.

### Без точных дат
- Апрель — основана авиакомпания Air New Zealand.
- Июль — начало эксплуатации японского палубного истребителя Mitsubishi A6M Zero.
- Декабрь — в ОКБ Павла Сухого создан полноразмерный натурный макет самолета опытный бомбардировщик-штурмовик ОБШ, прототип штурмовика Су-6.
- Первый полёт штурмовика Су-6.

## Персоны

### Скончались
- 24 октября — Неждановский, Сергей Сергеевич, русский и советский изобретатель, конструктор и исследователь в области летательных аппаратов.
- 31 октября — Роберт Уильям (1911-1940), французский лётчик-ас во Второй мировой войне, награждён Орденом Почётного легиона.